# Enoplosus armatus
La vieja esposa es la especie Enoplosus armatus, la única del género Enoplosus que a su vez es el único de la familia Enoplosidae, un pez marino endémico de Australia distribuido por su costa sur tanto del océano Índico como del océano Pacífico.
Su pesca para consumo carece de importancia comercial, aunque es una especie usada en acuariología marina.

## Anatomía
La longitud máxima descrita es de unos 50 cm. En la aleta dorsal tienen 9 poderosas espinas y unos 15 radios blandos, mientras que en la aleta anal tiene tres espinas y unos 15 radios blandos. El color del cuerpo de los adultos está entre plata y marrón con unas características barras verticales negras.

## Hábitat y biología
Viven en el mar en aguas templadas y de poca profundidad, asociados a arrecifes, a una profundidad de menos de 90 metros. Los juveniles viven en los estuarios de río, mientras que los adultos se pueden encontrar tanto es estuarios como en los fondos rocosos o coralinos así como en praderas de algas, donde viven formando grandes bancos, por parejas o bien solitarios.